# António Costa
António Costa (n. 17 iulie 1961, Lisabona, Portugalia) este un om politic socialist portughez, prim-ministru al Portugaliei din anul 2015 până în anul 2023. De la 1 decembrie 2024 ocupă funcția de președinte al Consiliului European.

## Cariera politică
În perioada 2004-2009 a fost membru al Parlamentului European din partea Portugaliei.